# 全勇先
全勇先（1966年1月—），男，朝鲜族，黑龙江佳木斯人，中国作家、编剧。现任中国作家协会全国委员会委员。代表作有电视剧《悬崖》、《岁月》，电影《悬崖之上》等。